# Matt Waxman
Matthew „Matt“ Waxman (* 4. Januar 1985 in Princeton, New Jersey) ist ein professioneller US-amerikanischer Pokerspieler. Er gewann 2013 ein Bracelet bei der World Series of Poker und ist zweifacher Titelträger der World Poker Tour.

## Persönliches
Waxman machte 2007 an der Florida Atlantic University in Boca Raton einen Abschluss in Psychologie.

## Pokerkarriere
Waxman begann im Jahr 2003 mit Poker und nimmt seit 2008 an renommierten Live-Turnieren teil.
Waxman war Anfang Juni 2009 erstmals bei der World Series of Poker (WSOP) im Rio All-Suite Hotel and Casino am Las Vegas Strip erfolgreich und kam während der Turnierserie bei vier Events der Variante No Limit Hold’em in die Geldränge. Dabei erreichte er einen Finaltisch, den er auf dem mit knapp 140.000 US-Dollar dotierten sechsten Platz beendete, und kam auch beim Main Event auf die bezahlten Ränge. Mitte Dezember 2010 gewann der Amerikaner das Main Event des WSOP-Circuits in Atlantic City und sicherte sich den Hauptpreis von knapp 120.000 US-Dollar. Im Wynn Las Vegas wurde er im März 2011 Dritter beim Main Event des Wynn Classic, wofür er rund 120.000 US-Dollar erhielt. Bei der WSOP 2011 belegte Waxman bei einem Turnier der Variante Limit Omaha Hi-Lo den dritten Platz und erhielt über 100.000 US-Dollar. Im September 2011 setzte er sich beim Main Event der World Poker Tour (WPT) in Paris durch, was ihm den Hauptpreis von 500.000 Euro einbrachte. Im Hotel Bellagio am Las Vegas Strip wurde er Ende Oktober 2012 beim Main Event des Festa Al Lago Zweiter, wofür er mehr als 270.000 US-Dollar erhielt. Bei der WSOP 2013 gewann der Amerikaner das siebte Event auf dem Turnierplan und sicherte sich eine Siegprämie von über 300.000 US-Dollar sowie ein Bracelet. Anfang Dezember 2013 siegte er beim Main Event der Rock N’ Roll Poker Open in Hollywood, Florida, dessen Hauptpreis nach einem Deal knapp 125.000 US-Dollar betrug. Bei der WSOP 2014 erreichte Waxman beim Main Event den sechsten Turniertag, an dem er auf dem mit über 185.000 US-Dollar dotierten 45. Platz ausschied. Beim Main Event der partypoker Million North America in Kahnawake erreichte er im Mai 2017 den Finaltisch und beendete diesen als Siebter, was mit 110.000 Kanadischen Dollar prämiert wurde. Ende Mai 2018 gewann Waxman beim Tournament of Champions der WPT im Aria Resort & Casino am Las Vegas Strip seinen zweiten WPT-Titel und eine Siegprämie von mehr als 460.000 US-Dollar.
Insgesamt hat sich Waxman mit Poker bei Live-Turnieren knapp 4,5 Millionen US-Dollar erspielt.